# Anotopterus nikparini
Anotopterus nikparini is een straalvinnige vissensoort uit de familie van speervissen (Anotopteridae). De wetenschappelijke naam van de soort is voor het eerst geldig gepubliceerd in 1998 door Kukuev.